# Manheim, Pennsylvania
Manheim là một thị trấn thuộc quận Lancaster, tiểu bang Pennsylvania, Hoa Kỳ. Năm 2010, dân số của thị trấn này là 4858 người.